# ビデオテープレコーダ

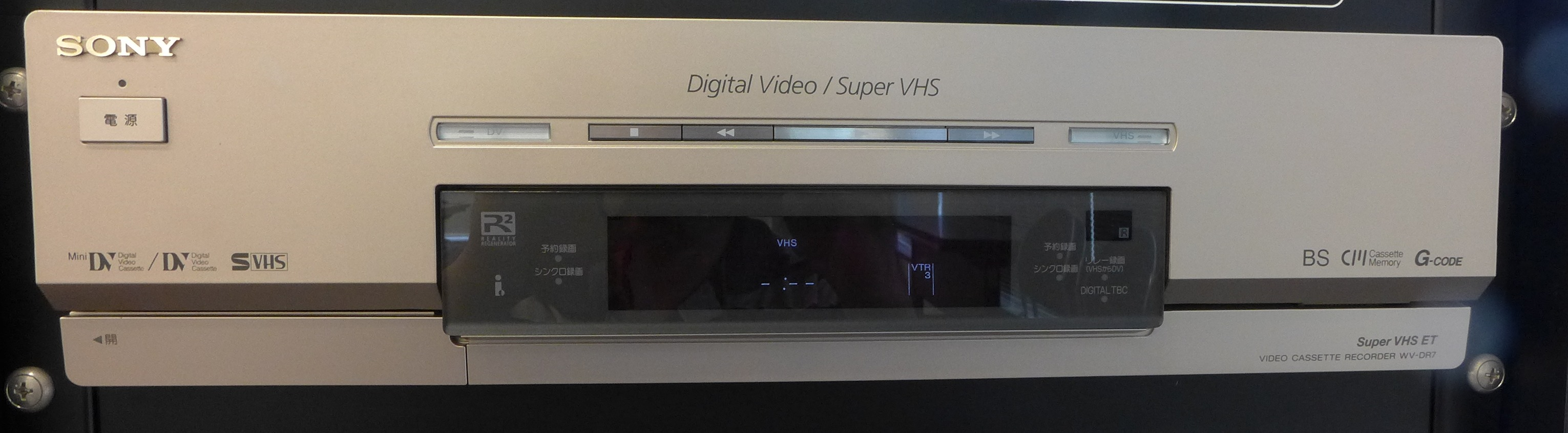
家庭用VTRの1機種、ソニーWV-DR7。標準/Mini DV&SVHS-ET 両対応据置式ダブルデッキ（1999年）

ビデオテープレコーダー（英: video tape recorder、VTR）は、映像信号（ビデオ信号）を記録するテープレコーダーである。アンペックス（AMPEX）社がアメリカ合衆国で商標として用いたことや家庭に普及したのはカセットテープ型だったことから、家庭用のビデオデッキなどの呼称としてはVCRと表記されることもある。

## 歴史

### 初期の機材とフォーマット
ビデオテープレコーダの歴史は全般にわたってビデオテープへの記録の歴史である。アンペックスが最初に商業的に成功したビデオテープレコーダであるAmpex VRX-1000を1956年に発売した。これは2" Quadruplex フォーマットで2インチ（5.1cm）幅のテープを使用しており、価格は当時50,000ドルで導入は大規模のテレビ局や大きな製作会社に限られた。1963年、フィリップスがビジネス及び家庭ユーザー向けにEL3400 1"ヘリカルスキャンレコーダを、ソニーが最初のオープンリール式VTRであるPV-100をビジネス・医療・航空業界・教育用に発売した。当時の価格は12,000ドルで、対米向け主体。トランジスタ化により放送用の50分の1の容積にし、ヘッドは従来の5倍の1000時間に耐えるようにし、スチル（静止）機能を搭載した。ソニーのCV-2000は1965年4月に価格19万8000円という当時としては驚異的な安さで売り出された世界最初の家庭向けとして発売されたビデオデッキで、重量15kg、消費電力は60wだった。アンペックスとRCAは1965年、独自仕様のオープンリール式モノクロVTRを1,000ドル以下で家庭用市場に続いた。
交換式ビデオカセットの開発は続き消費者向けではオープンリール式を置き換えた。4トラックオーディオカートリッジが1962年、コンパクトカセットとインスタマチックフィルムカートリッジが1963年、8トラックが1965年、そしてSuper 8が家庭用映画カートリッジとして1966年に発売された。

#### Sony Uマチック
Uマチックは、世界初の商業用ビデオカセットフォーマットである。1969年10月、ソニーがビデオカセットの試作機を発表。1970年3月にソニー・松下電器産業・日本ビクターと海外メーカー5社によりU規格として規格統一が合意され、生産が開始された。Uマチックは1971年9月東京で発表ののち、正式に販売が開始された。
カートリッジは後のVHSカセットより大きく似ており、3/4インチ（1.9cm）幅のテープを使用して最大60分再生でき、後には90分に拡大された。ソニーは同様に新しいテープを使用したVP-1100 ビデオカセットプレイヤーと、VO-1700 ビデオカセットレコーダーを発売した。
Uマチックはその使いやすさにより、日本と北米においてたちまち他のビデオシステムを時代遅れにし、テレビのニュースや学校や商業において幅広く使用されたが、値段はTV/VTR一式で1,395ドル（2005年の価値に換算して6,362ドル）で家庭用としては高価すぎ、個人での所有は芸能関係者などに限られた。

#### フィリップス VCR フォーマット

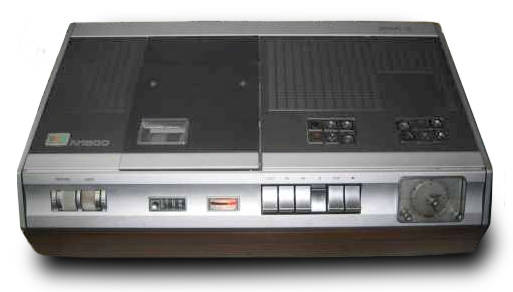
木製外装のN1500ビデオレコーダ

1970年、フィリップスは家庭用ビデオカセットフォーマットを開発した。紛らわしくもフィリップスはそのフォーマットを「VCR」と名づけた。そのため、後に最初のレコーダの機種番号である「N1500」と呼ばれている。
同社はフォーマットの開発にあたってグルンディッヒとレーベの支援を受け、正方形のカートリッジと半インチ（1.3cm）幅のテープを使用して同軸リールにマウントする形を採用した。記録時間は1時間だった。
最初の機種はイギリスで1972年に販売され、回転ダイヤル式のタイマーがつけられていた。600ポンド（2,087ドル、日本円では当時のレート（1ドル=308円）で約64万円）近い価格は高すぎて家庭用としては失敗した。デジタルタイマー式のN1502が1975年に続いた。1977年には同じテープで長時間再生可能な新型で互換性を持つVCR-LPもしくはN1700が発売され、学校や大学向けに販売された。

#### Avco カートリビジョン
Avcoのカートリビジョンシステムは、TVセット（テレビ受像機）とVCRを組み合わせた装置で、1972年、カートリッジ・テレビジョン社が1,350ドルで販売した。
正方形のカートリビジョンカセットは正方形で、フィリップスのVCRフォーマットのように、2個の2分の1インチ幅のテープが互いの上にマウントされ、録画時間の上限は114分であった。
このシステムにおいては、人気のある映画を既に録画されたテープをメールオーダーで借りることができた。

## 内蔵チューナー
初期のビデオデッキは全て地上アナログチューナーのみ内蔵。BSアナログ放送開始後はBSアナログチューナー内蔵モデルも併売されていた（初期のBSアナログ内蔵機はBSアンテナ端子が入力のみで、BSアナログチューナー内蔵テレビと接続する場合は分配器が必要だったが、のちにBS-IF出力端子が標準装備されたので分配器は不要となった）。
さらに1992年以降製造のBSアナログ内蔵ビデオでは、BSアナログハイビジョン放送を簡易的に視聴可能な「M-Nコンバータ」を接続するための「AFC入力端子」が標準装備されていたが（一部のメーカーからは、M-Nコンバータ内蔵VTRも発売された）、2000年以降製造のBSアナログ内蔵ビデオはAFC入力端子を廃止し、（WOWOW視聴用BSデコーダーを繋ぐための）「検波&ビットストリーム入出力端子」のみ搭載となっていた（のちにBSアナログハイビジョン放送は2007年9月30日をもって終了）。
地上アナログアンテナ端子は初期はVHF・UHF別々入出力（VHF端子は初期がケーブル直ネジ止め式で後期はプラグ式。UHF端子はネジ止め式）だったが、1990年以降発売の機種はプラグ式VU混合入出力が標準規格となった。
チャンネル設定の場合、アナログVHFとアナログBSの各チャンネルは工場出荷時に設定済み。アナログUHFチャンネルを初期の機種では1局ずつ手動選局して合わせていたが、地域や機種によっては自動微調整では調整し切れないことも多くユーザーの目で映像を観ながらダイヤルやボタンで手動調整する煩わしさを解消するため1990年以降製造機種では設定画面を見ながら数字を書き換え、画面も書き換えた数字に連動して変わる方式へ変更。1993年以降の機種では画面での手動設定に加え、居住地の市外局番或いは各メーカーが独自に指定した居住地地域番号を入力すると居住地で視聴可能なチャンネルが自動設定される方式も登場した。なおGコード予約機能搭載機種の場合、「ガイドチャンネル」を正しく設定しないと目的のチャンネル・番組のGコードによる予約録画が出来ない（NHKは全国共通で総合「80」・教育「90」。民放はアナログ親局番号をガイドチャンネルとして割り当てている）。加えて1990年以降製造の機種ではNHK教育テレビの正午（午後0時）の時報に合わせてビデオ本体時計のズレを自動修正する「自動時刻合わせ（ジャストクロック、※又はぴったり時計）」機能が加わり、時刻合わせ時に自動時刻修正チャンネルを居住地のNHK教育テレビに合わせるとこの機能が動作する。ただし地上デジタルが始まってからNHK教育テレビは（タイムラグが発生する関係で）時報放送を廃止したので、この「ぴったり時計」機能は現在使用不可となった。
BSデジタルが開始された2000年以降もVTR単体機に（地上・BS・110度CS）デジタルチューナーが搭載されることはなく、アナログチューナーのみ搭載のVTR単体機およびS-VHS・W-VHS・D-VHS機は2007年頃までに生産終了。現在はBDレコーダーおよびDVDレコーダーの中にVHS一体型機が存在するのみとなっている（発売当初はWチューナー機もあったが、現在発売中の機種は全てシングルチューナーで裏録およびVHSへの直接録画は不可、ただし「SQPB」機能によりS-VHSソフトは簡易再生可、D-VHSソフトは再生不可）。
かつては各メーカーが（一部上位機にのみ）テレビ受像機との連動録再機能（「システムコントロール」、「コンピュリンク」など）を搭載しており、特にBSアナログチューナー非搭載機とBSアナログチューナー内蔵テレビとの組み合わせではテレビ側のBS予約情報が接続したビデオに（システムコントロールコード経由で）転送される「BSタイマーコントロール」機能搭載の機種が販売されていた。現在の連動録再機能は「Irシステム」やHDMI連動（「ビエラリンク」など）が主役になっている（ただしビデオ機能に対しての連動録再は「Irシステム」のみ）。
ただしこれら連動録再機能は全て「（原則として）連動録再機能を搭載した同一メーカー同士の機種をメーカー指定の専用連動ケーブルで繋がないと動作しない」仕組みとなっており、同じ連動録再機能を有する機種でも組み合わせメーカーが異なる場合は正常に動作しなかったり誤動作する場合がある。さらにIrシステムおよびHDMI連動はデジタルテレビと組み合わせ録画機のメーカーおよび年式により使える機能数が異なる。

## DVDレコーダー登場後
デジタル放送が始まると録画媒体は従来のビデオテープからDVD、そしてHDD・BDへ移行。これら記録媒体のほうがビデオテープより省スペースで保管でき、かつ操作性・画質・音質も従来のビデオデッキより格段に向上したことから、ビデオデッキ単体機は2007年頃までに生産終了、S-VHSソフトは全て「SQPB」による簡易再生のみ可能（画質はVHSと同じ）。S-VHS機の生産も2007年頃までに完全終了した（VHS一体型BD/DVDレコーダーにおけるW-VHS・D-VHSソフトの再生は不可）。

## 家庭用VTRの例

### アナログ記録
- 1/2インチ
  - 統一I型
  - ソニーCV方式
  - 松下電器方式
  - シバデン方式
  - 日本ビクター方式
  - その他
- 1/4インチ
  - アカイ方式
  - フナイ方式
- Uマチック
- VHS、VHS-C、S-VHS、S-VHS-C
- W-VHS
- 8ミリビデオ、Hi8
- ベータマックス（ハイバンドベータ、ED-Beta）
- Vコード、VコードII（東芝、三洋電機）
- VX（松下寿）
- CVC（船井電機、キヤノン）
- カートリビジョン（Avco）
- ビデオカートリッジ（EIAJa型）
- VK方式
- VCR方式
- VCC
- セレクタビジョン
- インスタントビジョン

### アナログ記録（音声はデジタル記録）
- S-VHS DA
- 8ミリビデオ、Hi8（PCMオプション）

### デジタル記録
- DV（標準DV、MiniDV）、HDV
- D-VHS
- Digital8
- MICROMV

## 放送用・業務用VTRの例

### アナログ記録
- 2インチ、ソニーPV方式
- 1インチ
- U規格、U-matic SP
- BETACAM、BETACAM-SP
- M規格
- MII
- 1インチ・アナログ・ハイビジョンVTR
- UNIHI（アナログハイビジョンVCR）

### デジタル記録
- D1
- D2
- D3
- D5
- D6
- D7（DVCPRO）
- D9（Digital-S）
- D10（MPEG IMX）
- Digital BETACAM
- HDCAM、HDCAM SR
- BETACAM-SX
- DVCAM
- 1インチ・ハイビジョン・デジタルVTR